# عبد العاطي الطبيب

## عبد العاطي الطبيب
عبد العاطي خليفة محمد الطبيب نائب ليبي بالبرلمان في عهد الملك إدريس السنوسي ملك المملكة الليبية والده المجاهد خليفة محد الطبيب أحد قادة مجاهدي ربع الدراهيب من مدينة ترهونة.

## نسبه
يرجع نسبه إلى عائلة الطببة من قبيلة الحمادات القاطنة بمنطقة سوق الأحد - فم ملغة - عفسة الناقة و قبيلة الحمادات هي إحدى قبائل ربع الدراهيب في ترهونة و هم عرب بربر - كما هو مذكور في كتاب سكان ليبيا للمؤرخ هنريكو دي اوغوستيني و المترجم من قبل المؤرخ و المترجم الليبي خليفة التليسي

## نشاطه السياسي
كان نائبا في البرلمان الليبي عن دائرة ترهونة في عهد المملكة الليبية و ذلك في نهاية الستينات و حتى ثورة سبتمبر ( الانقلاب العسكري بقيادة معمر القذافي ) حيث قبض عليه رفقة كل من تولى مناصب سياسية في العهد الملكي .